# Radio Silkeborg
Radio Silkeborg er en dansk kommerciel lokalradio, der første gang var i luften den 1. februar 1985.
Studiet, hvor der sendes fra, ligger på Papirfabrikken i Silkeborg, hvor også Midtjyllands Avis har til huse.
Der har været lokalradio i Silkeborg i 30 år, hvor stationen har heddet bl.a. Radio 1 og Radio M Silkeborg i løbet af perioden.
Der sendes til hele Silkeborg og Søhøjlandet på FM, samt online via internettet og apps til smartphones.
Musikprofilen er nutidens største top 40-hits fra ind- og udland. Ældre musik spilles på søsterkanalen, Radio Alfa Silkeborg, som har en stor kærlighed for 80'ernes hits.
Begge stationer sender lokale- og landsdækkende nyheder hver time, og lever udelukkende af reklameindtægter.
Mediehuset Midtjyllands Avis, som er en del af Mediehuset Herning Folkeblad, ejer radiostationerne, men ABC Gruppen i Randers står for den tekniske drift.

I Oktober 2020 udvider radioen med 2 værter yderligere til den daglige sendeflade. Lars Kethmer som er en gamle kending fra radiobranchen i Silkeborg, han startede med at sende middagsradio. Victor Pahuus startede som eftermiddagsvært og kom fra den sønderjyske station Radio Globus. Derudover rykker Jan Bjerrum fra eftermiddags programmet til aften programmet.
| Tidsrum       | Program                       | Vært           |
| 06:00 - 10:00 | Silkeborgs Bedste Morgen      | Michelle Heder |
| 11:00 - 14:00 | Silkeborgs Bedste Middag      | Lars Kethmer   |
| 14:00 - 18:00 | Silkeborgs Bedste Eftermiddag | Victor Pahuus  |
| 18:00 - 22:00 | Silkeborgs Bedste Aften       | Jan Bjerrum    |

## Værter
- Michelle Heder (Morgen)
- Lars Kethmer (Middag)
- Victor Pahuus (Eftermiddag)
- Jan Bjerrum (Aften)